# Morris West
Morris Langlo West AO (St Kilda, 1916. április 26. – Sydney, 1999. október 9.) ausztrál regény- és drámaíró volt, aki leginkább Az ördög ügyvédje (The Devil's Advocate, 1959), The Shoes of the Fisherman (1963) és The Clowns of God (1981) című regényeiről ismert. Könyvei 27 nyelven jelentek meg, és világszerte több mint 60 millió példányban keltek el. Minden egyes új könyvéből, amelyet azután írt, hogy elismert íróvá vált, több mint egymillió példány kelt el.
West művei gyakran a nemzetközi politikával és a római katolikus egyház nemzetközi ügyekben betöltött szerepével foglalkoztak. A The Shoes of the Fisherman-ben egy szláv pápává választását és pályafutását írta le, 15 évvel Karol Wojtyła történelmi jelentőségű II. János Pál pápává választása előtt. A folytatás, a The Clowns of God egy utódpápát írt le, aki lemondott a pápaságról, hogy visszavonultan éljen, 32 évvel XVI. Benedek pápa 2013-as lemondása előtt.

## Fiatalkora
West a victoriai St Kildában született, egy kereskedelmi ügynök fiaként. Mivel családja nagy volt, a nagyszüleinél kellett élnie. A St Kilda-i Christian Brothers College-ba járt (ma St Mary's College), ahol Daniel Mannix érsek 1929-ben Dux-ranggal tüntette ki.
West 14 éves korában belépett a Keresztény Testvérek Kongregációjának közösségébe a sydney-i Strathfieldben található St Patricksben, „egyfajta menedékként” a nehéz gyermekkorából.
1934-ben kezdett tanítani a Lewisham-i St Thomas's általános iskolában, ahol 1936-ig élt. 1937 és 1939 között tasmániai és új-dél-walesi iskolákban tanított, miközben a tasmániai egyetemen is tanult.
A Keresztény Testvérek rendjéből 1940-ben lépett ki. Kereskedőként és tanárként dolgozott.

### Háborús szolgálat
1941 áprilisában Westet besorozták az Ausztrál Királyi Légierőhöz. Hadnagyi rangot kapott, és rejtjelező tisztként dolgozott, végül 1944-ben az új-dél-walesi Gladesville-be helyezték. A RAAF-tól egy időre kirendelték, hogy Billy Hughes, a korábbi ausztrál miniszterelnök mellett dolgozzon.
Első megjelent regénye, a Moon in My Pocket 1945-ben jelent meg „Julian Morris” álnéven. A regényt a légierőnél szolgálva írta. Az Australasian Publishing Company, a londoni Harrap's Publishing Company egyik fiókja adta ki, és több mint 10 000 példányban kelt el.

## Rádiós producer
West a melbourne-i 3DB rádióállomásnál dolgozott reklámmenedzserként. Rádiódrámával kezdett foglalkozni, és létrehozta saját rádiós produkciós cégét, az ARP-t, amely 1945-től 1954-ig működött. A következő 10 évben rádiójátékok és sorozatok írására, rendezésére és gyártására összpontosított.
Rádiójátékai közé tartozott a The Mask of Marius Melville (1945), The Curtain Rises (1946), The Affairs of Harlequin (1951), The Prince of Peace (1951 körül), When a Girl Marries (1952), The Enchanted Island (1952), Trumpets in the Dawn (1953-54 körül) és a Genesis in Juddsville (1955-56 körül).
A munkája okozta megterhelés és a házassági kapcsolatai válsága West idegösszeomlásához vezetett. Végül eladta a cégét, hogy teljes munkaidőben az írásra koncentrálhasson.

## Regényíró

### Korai művek
West első saját neve alatt megjelent regénye a Galows on the Sand (1955) volt, amelyet hét nap alatt írt. Ezt követte a Kundu (1956), egy három hét alatt írt új-guineai kalandregény. Színdarabot is írt, The Illusionists (1955) címmel.
West családjával Európába költözött. Harmadik regénye a The Big Story (1957) volt, amelyet később The Crooked Road (1965) címmel megfilmesítettek.
Egy nápolyi utazás során találkozott Borrelli atyával, aki a nápolyi utcagyerekekkel dolgozott. Ebből született a Children of the Sun (1957) című tényirodalmi könyv, amely West első nemzetközi sikere volt. Egy későbbi, a szerzőről szóló portré szerint:
Ezzel a művével West nemcsak íróként találta meg az útját, hanem felfedezte azt a témát, amely majdnem minden későbbi könyvének alapját képezte - a hatalom természetét és visszaélését. Az 1957 utáni 18 regényéből 15 ebben a témában íródott. Ez a felfedezés különösen szerencsés volt West számára, mert csodálatosan illett a tehetségéhez. Érdekes összehasonlítást tehetünk David Williamsonnal, egy másik íróval, akitől nem várható mély gondolkodás és jelentős meglátások. Ami közös bennük, az a körülöttük lévő valós világra való éles szemük. A részben ismerős dolgok kibontásával érzékletesen értelmezik azt, és eközben bebizonyítják, hogy az általános nyugtalanság és gyanakvás, amelyet az átlagemberek a mai élet számos aspektusával kapcsolatban éreznek, megalapozott. West megmutatta, hogy jelentős éleslátással képes azonosítani ezeket az aggodalmakat.
Ő írta a The Second Victory (1958) című regényt (Backlash címmel is ismert, később megfilmesítették), és „Michael East” álnéven megírta a McCreary Moves In (1958), azaz The Concubine-t.

### Legnépszerűbb regényíró
West első bestseller regénye a The Devil's Advocate (Az ördög ügyvédje, 1959) volt, amelynek írásával két évet töltött. A filmjogokat 250 000 dollárért adta el, és a regényből színdarabot, majd később filmet is készítettek belőle. West később azt mondta, hogy a regény több millió dollárt hozott neki.
Írt egy másik „Michael East” regényt is, a The Naked Country (1960) címűt, amelyet az 1980-as években megfilmesítettek. A Daughter of Silence (1961) című művéből színdarab is készült.
Ez idő alatt, 1956-tól 1963-ig a Daily Mail vatikáni tudósítója volt. 1956-ban született fia, C. Chris O'Hanlon elmondta, hogy első 12 születésnapját 12 különböző országban töltötte.
A The Shoes of the Fisherman (1963) hatalmas siker volt, több mint hatmillió példányban kelt el, és film is készült belőle.
Ezt követte a The Ambassador (1965), The Tower of Babel (1968), Summer of the Red Wolf (1971) és a The Salamander (1973). Írt egy tényirodalmi könyvet is, Scandal in the Assembly: A Bill of Complaints and a Proposal for Reform of the Matrimonial Laws and Tribunals of the Roman Catholic Church (1970, Robert Francis-szel).
The Heretic címmel Giordano Brunóról írt egy darabot, amelyet 1973-ban mutattak be a London színpadon. További regényei közé tartozott a Harlekin (1974), The Navigator (1976), a Proteus (1979) és a The Clowns of God (1981). 1978-ban Angliában, New Yorkban és Olaszországban élt, és azt mondta: „Származásom, identitásom, modorom szerint ausztrál vagyok. Soha nem éreztem az identitásom semmiféle rombolását vagy csorbulását azáltal, hogy európai végzettséget szereztem, vagy hogy három nyelven folyékonyan beszélek és külföldön élek”. A Clowns of God című könyvének előlege 100 000 font volt. 1981-ig több mint 25 millió példányban keltek el a könyvei.
West 1982-ben írta a The World is Made of Glass című darabot az Adelaide Festival számára. Ebből regényt írt, amely a következő évben jelent meg.

### Visszatérés Ausztráliába
1982-ben West hazatért Ausztráliába. Későbbi regényei közé tartozik a Cassidy (1986) (amelyből minisorozat lett), a Masterclass (1988), a Lazarus (1990), a The Ringmaster (1991) és a The Lovers (1993).
1993-ban West bejelentette, hogy megírta utolsó könyvét, és tiszteletére ünnepélyes búcsúvacsorát rendeztek. Azonban úgy találta, hogy nem tudott visszavonulni, ahogyan azt tervezte, és további három regényt és két tényirodalmi könyvet írt: Vanishing Point (1996) és Eminence (1998), valamint egy Images and Inscriptions (1997) című antológiát és A View from the Ridge: The Testimony of a Twentieth-century Pilgrim című memoárját (1996).
Halálakor a The Last Confession (Utolsó vallomás) című regényén dolgozott, amelyet 2000-ben posztumusz adtak ki.

## Írás
Munkásságának nagy részében a kérdés volt a fő téma: Amikor oly sok szervezet szélsőséges erőszakot alkalmaz gonosz célok érdekében, mikor és milyen körülmények között elfogadható erkölcsileg, hogy ellenfeleik erőszakkal válaszoljanak? Különböző alkalmakkor kijelentette, hogy regényei mind az élet egyazon aspektusával foglalkoznak, vagyis azzal a dilemmával, amikor előbb-utóbb olyan helyzetbe kerülünk, hogy senki sem tudja megmondani, mit tegyünk.
West kevés átdolgozással írt. Az első kézzel írt változata általában nem sokban különbözött a végleges nyomtatott változattól. Számos díj és díszdoktori cím elnyerése, kereskedelmi sikere és mesélői képességei ellenére sosem kapta meg az ausztrál irodalmi klikk elfogadását. Az 1998-as Oxford Literary History of Australia című kiadványban ez állt: „Nemzetközi népszerűsége ellenére Westet meglepően elhanyagolták az ausztrál irodalomkritikusok”. Az előző, Dame Leonie Kramer által szerkesztett kiadás egyáltalán nem említette őt.
West 1959-ben elnyerte a James Tait Black-emlékdíjat Az ördög ügyvédjéért (The Devil's Advocate). Az 1960-as évek elején segített megalapítani az Australian Society of Authors-t. 1986-ban ő tartotta a Playford Lecture-t.

## Magánélete
West 1916. április 26-án született St Kildában. Első feleségével, Elizabeth Harvey-val két gyermekük született: Elizabeth, aki apáca lett, és Julian, aki 2005-ben bekövetkezett halála előtt borász volt. Juliannek és feleségének, Helen Grimaux-nak volt egy lánya, Juliana Harriett West.
West és Elizabeth Harvey elváltak, majd West feleségül vette Joyce „Joy” Lawfordot. Mivel első felesége, Elizabeth még életben volt, amikor Joyt feleségül vette, az első házasságának egyházi érvénytelenítéséért küzdött. E házassági helyzet miatt hosszú évekig nem volt közösségben a római katolikus egyházzal, és jelentős problémái voltak az egyház tanításaival. Ő azonban soha nem tekintette magát másnak, mint elkötelezett katolikusnak. Joy West azt mondta, hogy hívő ember volt, aki minden vasárnap részt vett a misén.
Westnek és Joynak négy közös gyermeke született. Az egyik fiú, az 1954-ben született C. Chris O'Hanlon 26 éves korában, függetlensége jeléül megváltoztatta a nevét. Négy könyvbe kezdett, hogy megpróbálja megvalósítani apja elvárásait, és miután vissza kellett adnia a kiadóktól kapott előleget, amikor nem tudta befejezni őket, rájött, hogy nem írónak szánta a sors. O'Hanlon, aki súlyos bipoláris zavarban szenved, megalapította a Spike Wireless nevű internetes tervezőházat.
West egy másik fia, Mike, zenész, aki az 1980-as évek végén és az 1990-es évek elején a Man from Delmonte független népszerű zenei együttes frontembere volt, és számos New Orleans-i countryzenei szólóalbumot adott ki, különösen a Truckstop Honeymoon nemzetközi turnéegyüttessel ismert.
West unokája, Anthony (Ant) West szintén zenész, a Futures nevű brit zenekar frontembere, jelenleg pedig az Oh Wonder nevű brit együttes tagja.
West 83 éves korában, 1999. október 9-én hunyt el Clareville-ben, Új-Dél-Walesben.

## Díjai
Westet az Ausztrál Rend tagjává nevezték ki az 1985-ös Ausztrália-napi kitüntetések alkalmából. 1997-ben a királynő születésnapi kitüntetésein a Rend tisztjévé léptették elő.

## Bibliográfia

### Fikció
- Moon in My Pocket (1945, a "Julian Morris" álnév használatával)
- Gallows on the Sand (1956)
- Kundu (1956)
- The Big Story (1957; más néven The Crooked Road)
- The Second Victory (1958; aka Backlash)
- McCreary Moves In (1958, "Michael East" álnéven; aka The Concubine)
- The Devil's Advocate (1959)
- The Naked Country (1960, "Michael East" álnéven)
- Daughter of Silence (1961)
- The Shoes of the Fisherman (1963)
- The Ambassador (1965)
- The Tower of Babel (1968)
- Summer of the Red Wolf (1971)
- The Salamander (1973)
- Harlequin (1974; aka The Duel of Death)
- The Navigator (1976)
- Proteus (1979)
- The Clowns of God (1981)
- The World Is Made of Glass (1983)
- Cassidy (1986)
- Masterclass (1988)
- Lazarus (1990)
- The Ringmaster (1991)
- The Lovers (1993)
- Vanishing Point (1996)
- Eminence (1998)
- The Last Confession (2000, posztumusz)

### Rádió sorozatok
- The Mask of Marius Melville (1945)[28]
- The Prince of Peace (c1951)[29]
- Trumpets in the Dawn (c1953–54)[29]
- Genesis in Juddsville (c1955–56)[30]

### Rádiós drámák
- episode of Deadline

### Színdarabok
- The Illusionists (1955)
- The Devil's Advocate (1961)
- Daughter of Silence (1962)
- The Heretic (1969)
- The World is Made of Glass (1982)

### Tényirodalom
- Children of the Sun: The Slum Dwellers of Naples (1957) (US title: Children of the Shadows: The True Story of the Street Urchins of Naples)
- Scandal in the Assembly: A Bill of Complaints and a Proposal for Reform of the Matrimonial Laws and Tribunals of the Roman Catholic Church (1970, with Robert Francis)
- West, Morris. A View from the Ridge: The Testimony of a Twentieth-century Pilgrim. Sydney: HarperCollins (1996). ISBN 0-7322-5757-3
- West, Morris. Images & Inscriptions, Selected and arranged by Beryl Barraclough, Sydney: HarperCollins (1997). ISBN 0-7322-5827-8

### Filmadaptációk
- The Crooked Road (a The Big Story alapján) (1965) főszereplő Robert Ryan
- The Shoes of the Fisherman (1968) főszereplő Anthony Quinn
- The Devil's Advocate (1977) John Mills(wd), Daniel Massey(wd), Paola Pitagora és Stéphane Audran
- The Salamander (1981)
- The Naked Country (1984)
- The Second Victory (1986)
- Cassidy (1989)

### Magyarul megjelent
- Az ördög ügyvédje (The Devil's Advocate) – Kairosz, Budapest, 2011 · ISBN 9789636624590 · Fordította: Kerényi Dénes

## Fordítás
- Ez a szócikk részben vagy egészben  a   Morris West című angol Wikipédia-szócikk fordításán alapul.  Az eredeti cikk szerkesztőit annak laptörténete sorolja fel. Ez a jelzés csupán a megfogalmazás eredetét és a szerzői jogokat jelzi, nem szolgál a cikkben szereplő információk forrásmegjelöléseként.